# Mesa Pain
La mesa Pain è una mesa nella regione nord-occidentale della Dipendenza di Ross, nell'Antartide orientale. In particolare, la mesa Pain è la più settentrionale, nonché la più vasta, delle tre mese che formano la dorsale Mesa e si estende per circa 27 km in direzione nord-ovest/sud-est. Delimitata a ovest dal flusso del ghiacciaio Rennick, a sud-ovest dal passo Pinnacle, che la separa dalla mesa Tobin, a sud-est dal ghiacciaio Aeronaut e a ovest dal nevaio Half-ration, la mesa Pain raggiunge l'altezza di 2900 m s.l.m. in corrispondenza della vetta del monte Ballou.

## Storia
La mesa Pain è stata così battezzata dai membri della squadra settentrionale della spedizione neozelandese di ricognizione antartica svolta nel periodo 1962-63, che le hanno dato il suo attuale nome in onore di Kevin Pain, vice comandante della squadra.